# 黄金四重奏
黄金四重奏（おうごんのカルテット, Golden Quartet），是由4位著名足球員組成，此稱呼最初由日本傳媒廣泛使用。

## 巴西黃金四人
巴西黃金四人（黄金の四人組, おうごんのよにんぐみ），是指1950年代出生，主要活躍於1980年代的4位巴西著名球員。
- 薛高（Zico，1953年3月3日 - ）
- 科高 （Falcão，1953年10月16日 - ）
- 蘇古迪斯 （Sócrates，1954年2月19日 - 2011年12月4日）
  - 拖連奴・施里蘇 （Toninho Cerezo，1955年4月21日 - ）
  - 伊達 （Éder Aleixo，1957年5月25日 - ）

在日本以外地區，通常以薛高、科高、蘇古迪斯 、伊達並列（沒有拖連奴・施里蘇）。

## 法國白銀四人
法國白銀四人（銀の四人組, ぎんのよにんぐみ），是指1950年代出生，主要活躍於1980年代的5位法國著名球員。
最初主要是由所謂「三劍俠」的柏天尼、泰簡拿、居理斯組成，在1982年西班牙世界盃時加上真吉尼成為4人中場陣容，其後1986年墨西哥世界盃時由費南迪斯取代真吉尼。
- 居理斯（Giresse, 1952年8月2日 - ）
- 柏天尼（Platini, 1955年6月21日 - ）
- 泰簡拿（Tigana, 1955年6月23日 - ）
  - 真吉尼（Bernard Genghini, 1958年1月18日 - ）
  - 費南迪斯（Fernández, 1959年10月2日 - ）